# Heckenmünster
Heckenmünster  ist eine Ortsgemeinde im Landkreis Bernkastel-Wittlich in Rheinland-Pfalz. Sie gehört der Verbandsgemeinde Wittlich-Land an und liegt am Meulenwald in der Eifel.

## Geschichte
Heckenmünster wurde erstmals um 1231 als „villam, que Monasterium appellatur“ (Dorf, das Monasterium (Kloster) genannt wird) urkundlich erwähnt. Der Ort gehörte zur Herrschaft Bruch im Herzogtum Luxemburg und lag an der Grenze zum Kurfürstentum Trier. Ab 1794 stand Heckenmünster unter französischer Herrschaft, 1815 wurde der Ort auf dem Wiener Kongress dem Königreich Preußen zugeordnet. Seit 1946 ist er Teil des damals neu gebildeten Landes Rheinland-Pfalz.

## Politik

### Ortsbürgermeister
Bei der Wahl am 9. Juni 2024 wurde Enrico Stolle zum neuen Ortsbürgermeister gewählt.
Ruth Friedrich wurde am 24. September 2019 Ortsbürgermeisterin von Heckenmünster. Da bei der Direktwahl am 26. Mai 2019 kein Wahlvorschlag eingereicht wurde, oblag die Neuwahl dem Rat, der sich für Friedrich entschied.
Friedrichs Vorgänger als Ortsbürgermeister war bis 2019 Birger Führ.

### Wappen
Im schräggeteilten Schild vorne in Silber ein schwarzes Tatzenkreuz, hinten in Silber vier blaue Balken, belegt mit einem roten, goldgekrönten, wachsenden Löwen.

## Siehe auch

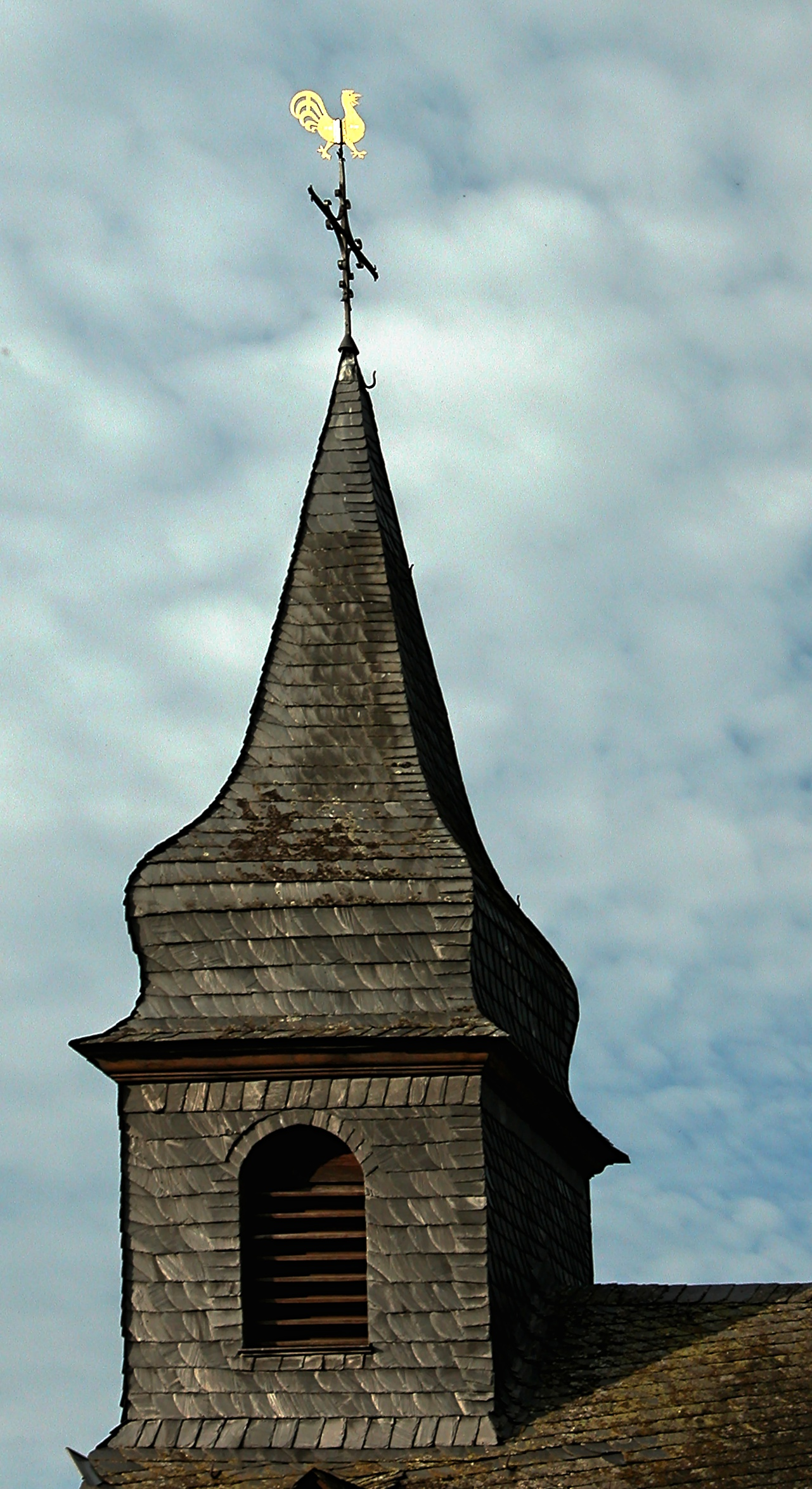
Kirchturm und Wetterhahn

## Mineralquellen
Bei Heckenmünster befinden sich zwei kohlensäurehaltige Quellen, auch Säuerlinge genannt: Die Viktoria-Quelle und eine Schwefelquelle, genannt „Wallenborn“ (nicht zu verwechseln mit dem etwa 35 km entfernten Wallenden Born). Von den Römern wurden die Quellen als Bäder genutzt; das Wasser der Viktoria-Quelle wurde früher abgefüllt und verkauft. Heute sind beide Quellen als Brunnen eingefasst, werden jedoch nicht mehr wirtschaftlich genutzt. Im Tal des Bendersbaches auf Höhe der Ortslage Heckenmünster findet man noch eine Mineralquelle mit hohem Mineral- und Kohlensäuregehalt aber mit nur geringer Schüttung.